# Le Village des « cannibales »
Le Village des « cannibales » est un ouvrage de l'historien Alain Corbin publié en 1986. Il s'agit d'une étude de l'Affaire de Hautefaye survenu en 1870 pendant la Guerre franco-prussienne.
Dans ce livre, l'objectif central d'Alain Corbin est d'expliquer, en insistant sur « cohérence des sentiments », qu'un tel massacre a pu avoir lieu. Ainsi, l'auteur revient sur le contexte socio-économique de la région, l'histoire politique du XIXe siècle, les singularités de la journée du 16 août 1870 à Hautefaye et le profil des bourreaux. 
Le titre de l'ouvrage reprend la rumeur selon laquelle les assassins se seraient livrés à des pratiques de cannibalisme après que le maire aurait déclaré « Mangez-le si vous voulez ». 
Jean Teulé a écrit un roman sur la même affaire : Mangez-le si vous voulez.  

## Sujet
Le 16 août 1870, lors d'une foire dans le village de Hautefaye en Dordogne, un jeune noble, Alain de Monéys, a été frappé puis supplicié et enfin brûlé vif par la foule. À la suite d'un simple malentendu, Alain de Monéys a en effet été pris pour un Prussien, ce qui a entraîné son lynchage.
L'affaire se déroule dans le contexte de la guerre entre la France et la Prusse, survenue le 15 juillet 1870. Dans un contexte où les informations venues du front se font rares. 

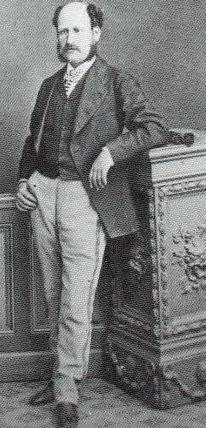
La victime, Alain de Monéys.

## Les explications d'Alain Corbin

### Le contexte particulier d'août 1870 à Hautefaye
En août 1870, le village d'Hautefaye est marqué par les effets de la guerre et un contexte économique difficile.
Dans le deuxième chapitre du livre, « l'angoisse et la rumeur », l'auteur détaille les effets de la guerre sur les paysans et leur angoisse face aux menaces qu'elle représente. Il insiste notamment sur le fait que « le pouvoir pratique une évidente rétention de l'information » après les défaites de Wissembourg, de Forbach et de Froeschwiller. Ce qui a comme conséquence de favoriser une « progressive montée de l'inquiétude (...) la rareté des nouvelles laisse le champ libre à la rumeur ; elle favorise le climat d'espionnite. » . Inquiétude renforcée par un attachement des paysans de la région à Napoléon III, « empereur bien-aimé », alors lui-même au front.
Par ailleurs, Corbin explique que la foire, où le meurtre de Alain de Monéys a eu lieu, « se déroule dans un climat d'anxiété » lié notamment à la sécheresse : « en 1868 déjà, celle-ci avait effectué ses ravages, surtout aux dépens des agriculteurs. En août 1870, le fléau sévit depuis bientôt six mois et frappe, cette fois, particulièrement les éleveurs ». Les fourrages manquent, le prix du foin a plus que doublé, les cultivateurs ont du mal à nourrir leurs bêtes et décident donc de les vendre, ce qui entraîne une baisse du cours du bétail sur pied. Or, ce sont majoritairement des éleveurs qui sont présents à la foire le 16 août et qui sont venus vendre des animaux. 
Autre singularité, ce jour-là, aucun gendarme n'est présent à la foire. Corbin explique : « une si totale absence des agents de l'ordre constitue une anomalie (...) sans doute faut-il voir là une manifestation de l'affaissement de l'autorité qui marque, dit-on, les derniers jours du régime [le Second Empire] ». 

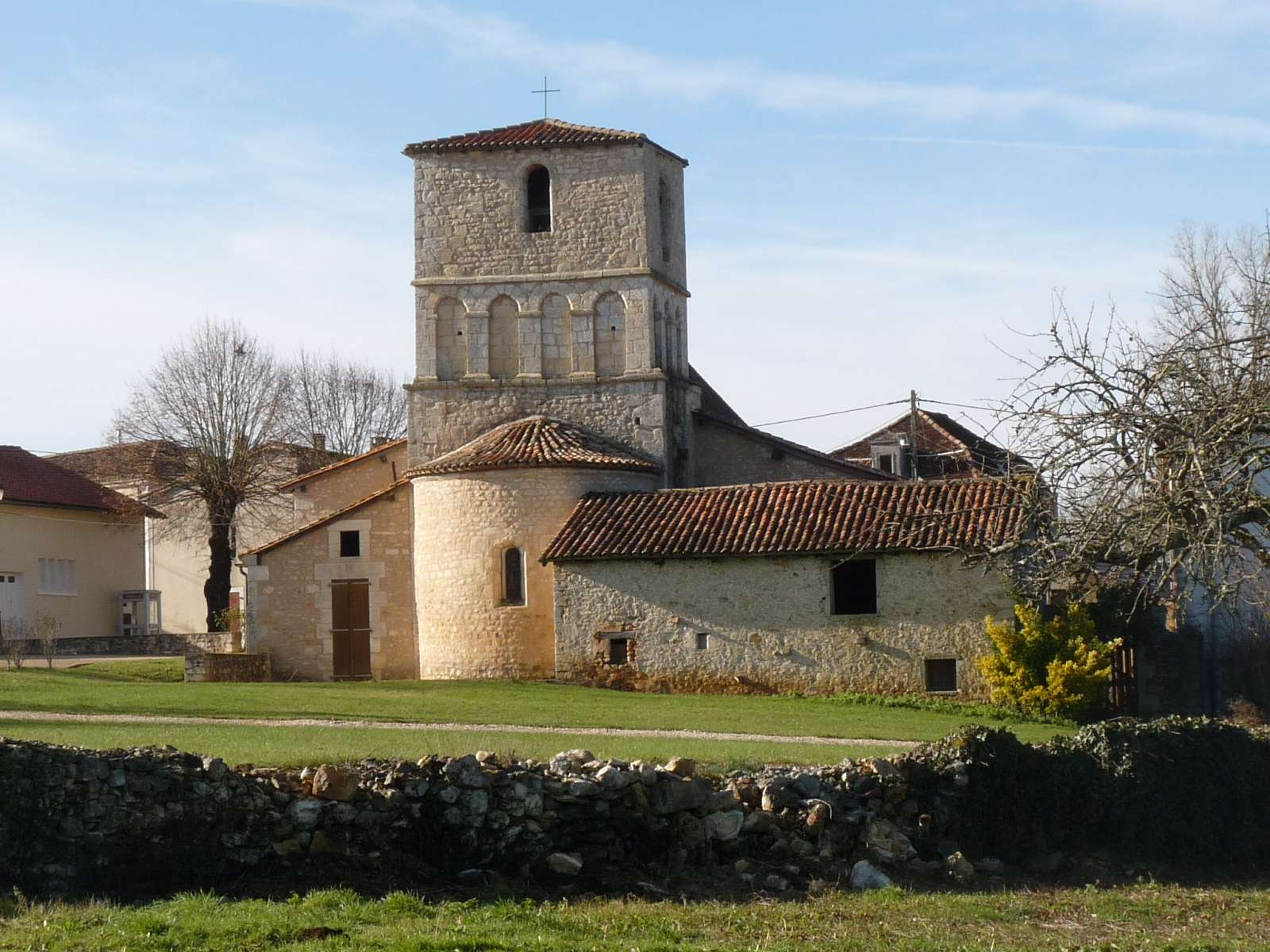
Église Notre-Dame-de-l'Assomption d'Hautefaye en 2010

### La «cohérence des sentiments»
Le titre « la cohérence des sentiments » annonce une idée importante pour l'auteur : s'opposer à la conception issue de la psychologie des foules selon laquelle la foule agit sans rationalité, c'est-à-dire l'explication irrationaliste . Il résume : « La saisie de l'événement impose (...) la généalogie de cette nébuleuse cohérente - mais aberrante aux yeux des témoins comme des historiens ».
Le défi est donc le suivant : comment expliquer qu'une foule a tué un noble légitimiste (Alain de Monéys) en l'accusant d'avoir soutenu la République ? Pour l'historien, il faut se pencher sur l'histoire de la Dordogne au XIXe siècle et revenir sur l'idée d'un complot entre le noble, le curé, le républicain et le prussien, qui se retrouve dans le drame d'Hautefaye. Frédéric Sawicki résume ainsi : « l'idée d'une collusion entre la noblesse et la Prusse repose sur le souvenir de 1815 où déjà la figure du "noble" était assimilée à celle de l'étranger, donc du traître. ». 
Afin de comprendre l'hostilité qui existait contre les nobles, Corbin revient également sur des éléments concrets de vexation, comme la non-gratuité de la sonnerie des cloches ou encore l'inégalité d'accès aux bancs de l'église.
D'un autre côté, pour expliquer la détestation de la République par les protagonistes, Corbin revient sur l'opposition à l'impôt des 45 centimes de 1848 que la IIe République avait créé et l'impopularité des parlementaires de ce régime payé 25 francs.

### Déroulé du massacre
Le troisième chapitre du livre, intitulé « La liesse du massacre », est dévolu à une description des étapes du massacre d'Alain de Monéys. L'historien analyse minutieuse des modalités du supplice, décrites comme des savoir-faire paysans et artisanaux. Tels que la tuerie du cochon et le battage du blé. Corbin insiste également sur les détails matériels : quels armes et outils ont été utilisés (crochet de boucher, aiguillon, bâton, etc.).

## Réception de l'ouvrage
Le livre est commenté par des politistes comme Oliver Ihl et Frédéric Sawicki qui ont mis en avant l'intérêt du livre dans l'analyse des émotions politiques. D'un autre côté, des historiens comme Pierre Guillaume, Philippe Vigier et André Rauch ont mis en avant l'explication de la brutalité et la démarche ethno-historique. 
Le livre a été comparé (notamment par Vigier et Sawicki), avec celui de Maurice Agulhon, La République au village. Sima Godfrey explique que, comme celle d'Agulhon, « la thèse de Corbin établit un lien entre les modèles d'interaction sociale et la diffusion des idéaux politiques de gauche dans les campagnes ».
En 1993, le livre est traduit en anglais sous le tire « The Village of Cannibals: Rage and Murder in France, 1870 » par Arthur Goldhammer, le traducteur en anglais de Thomas Piketty, Emmanuel Le Roy Ladurie, Antoine Prost, Philippe Aries, Georges Duby ou encore Jacque Le Goff. Le livre est traduit en italien en 1991 chez Laterza.